# Neža Trobec
Neža Trobec, slovenska pevka zabavne glasbe, oblikovalka in ilustratorka, * 1979
Je pevka rock skupine SUR in godalnega kvarteta Godalika. Nastopila je na Siddhartinem Maratonu 5. oktobra 2007 v Hali Tivoli.
Med letoma 2005 in 2007 je sodelovala pri projektu Odpeti pesniki v produkciji RTV Slovenija. Je soavtorica zvočne podobe v gledališko plesno prostorski instalaciji z naslovom Naša avtorice (2007) Barbare Kapelj v koprodukciji Društva Mesto žensk.

### Zasebno
Je hči karikaturista Jožeta Trobca, avtorja Vučka, maskote zimskih olimpijskih iger v Sarajevu.

## Festivali

### EMA
- 2008: Prav ti (nastop v 2. predizboru)

### Festival slovenskega šansona
- 2012: Belo črno

## Diskografija
- Osvežilna rimonada. Andrej Rozman - Roza. Panika, 2008 (COBISS) - kot vokalistka in recitatorka
- Mila: uglasbena poezija. Sanje, 2008. (COBISS) - kot vokalistka
- A child is born. Saxtet. ZKP RTV, 2011. (COBISS) - kot oblikovalka
- Dia. Sekou Kouyate Experience. Goga 2011 (COBISS) - kot vokalistka in oblikovalka
- 4 Saxess 4 us. 4 Saxess. ZKP RTV 2011 (COBISS) - kot oblikovalka
- Srce in razum. Andrej Šifrer. Šifco Music, 2014. (COBISS) - kot oblikovalka
- Zgodbe za dva. Radio Mondo. Celinka, 2016 (COBISS) - kot vokalistka

### Ilustracije
- Ko duša vidi. Jelenko, Aleš. samozaložba 2014 (COBISS)
- V šepetu trepet. Novak Oiseau, Nina. samozal., 2015 (COBISS)
- Festival. Mijatović, Matej. Lepa beseda, 2016. (COBISS)
- Kjer morje poljublja nebo. Novak Oiseau, Nina. samozaložba 2017. (COBISS)
- Ljubezen, ki se rada sleče. Lepa beseda, 2019. (COBISS)